# Beker der rechtvaardigheid

A – dwarsdoorsnede
B – De beker kan tot een bepaald niveau worden gevuld,
C – maar wordt de beker verder gevuld,
D – dan zal deze volledig leeglopen.

De Beker der rechtvaardigheid is een uitvinding, die aan de wiskundige Pythagoras wordt toegeschreven. Het is een beker op een poot met in de poot een holle leiding. De beker is zo ontworpen dat deze vanzelf helemaal leegloopt wanneer deze te vol wordt geschonken. Er gebeurt eerst vanwege de wet van de communicerende vaten niets, maar wanneer de vloeistof in de beker eenmaal het punt heeft bereikt dat het kan gaan stromen, werkt de leiding in de poot als hevel en stroomt de beker leeg.
Pythagoras gebruikte deze beker als metafoor om gulzige mensen bescheidenheid te leren.